# Lololakha
Lololakha is een bestuurslaag in het regentschap Gunungsitoli van de provincie Noord-Sumatra, Indonesië. Lololakha telt 1188 inwoners (volkstelling 2010).